# Jacopo de' Pazzi il Vecchio

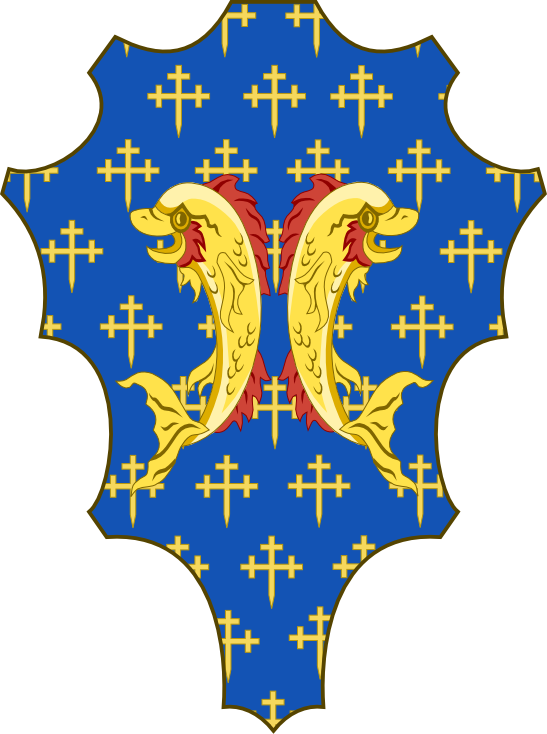
Stemma dei Pazzi

Jacopo de' Pazzi il vecchio (1196 – Montaperti, 4 settembre 1260) è stato un condottiero italiano appartenente alla famiglia dei Pazzi.

## Biografia
Era figlio di Aldobrandino (vivente al 1178 e al 1209).
Detto anche del Vecco o del Neca, le notizie sulla sua biografia sono piuttosto scarse. Fu Podestà di Montemignaio nel 1250. Il 4 settembre 1260 partecipò alla Battaglia di Montaperti, che vide i guelfi toscani sconfitti dai ghibellini, durante la quale morì. Mentre le truppe tedesche di Manfredi attaccavano vigorosamente i Guelfi fiorentini, Jacopo de Pazzi, portinsegna, fu ferito a tradimento da Bocca degli Abati che gli tagliò completamente la mano, facendo così cadere la bandiera dei cavalieri fiorentini. Questi, nel vedere cadere la loro insegna, si sbandarono, e quindi la loro fuga si tramutò in grave sconfitta.  La leggenda dice che fosse promesso sposo, in seconde nozze, a Cecilia dei Gherardini di Montagliari, figlia di Cece Gherardini, condottiero a Montaperti. Suo figlio Pazzino fu pure un uomo d'armi.
Ebbe anche una figlia di nome Lapa, sposata a Orso degli Alberti, Conte di Mangona, nel 1280.